# The Hit Factory
The Hit Factory est un studio d'enregistrement ouvert de 1975 au 1er avril 2005 sur la 54e rue de New York, qui a notamment accueilli Stevie Wonder, The Stooges, Bruce Springsteen, Michael Jackson et Dream Theater.

## Principaux albums enregistrés
- The Stooges - The Stooges (1969)
- Barry Manilow II - Barry Manilow (1974)
- Songs in the Key of Life - Stevie Wonder (1976)
- Fear of Music - Talking Heads (1979)
- Exposure - Robert Fripp (1979)
- Double Fantasy - John Lennon et Yoko Ono (1980)
- Beaming In - Chris Rush (1981)
- Born in the U.S.A. - Bruce Springsteen (1984)
- Riptide - Robert Palmer  (1985)
- Graceland - Paul Simon (1986)
- Dream of Life - Patti Smith (1988)
- They're All Gonna Laugh At You - Adam Sandler (1993)
- Ready to Die - The Notorious B.I.G. (1994)
- 112 - 112 (1996)
- Hard Core - Lil' Kim (1996)
- Big Willie Style - Will Smith (1997)
- Butterfly - Mariah Carey  (1997)
- El Cerebro - Érica García  (1997)
- The Original Rude Girl - Ivy Queen  (1998)
- Invincible - Michael Jackson  (2001)
- True Carnage - Six Feet Under  (2001)
- This Is Me... Then - Jennifer Lopez (2002)
- All I Have - Amerie (2002)
- Dangerously in Love - Beyoncé (2003)
- Push the Button - The Chemical Brothers (2005)
- Octavarium - Dream Theater  (2005)

·History (album de Michael Jackson)- Michael Jackson (1995)